# Жазаба
Жазаба́ (каз. Жазаба) — село у складі Катон-Карагайського району Східноказахстанської області Казахстану. Входить до складу Аксуського сільського округу.
Населення — 130 осіб (2021; 222 у 2009, 387 у 1999, 368 у 1989).
Національний склад станом на 1989 рік:
- казахи — 59 %
- росіяни — 39 %

До 2009 року село називалось Язова, станом на 1989 рік село називалось Язове.